# Хаїт

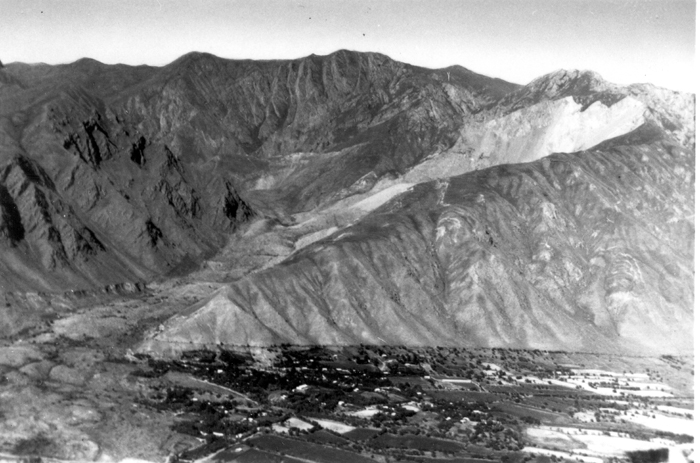
Вид на колишнє місцерозташування Хаїту показує шрам від зсуву на горі Чокрак (Chokrak).

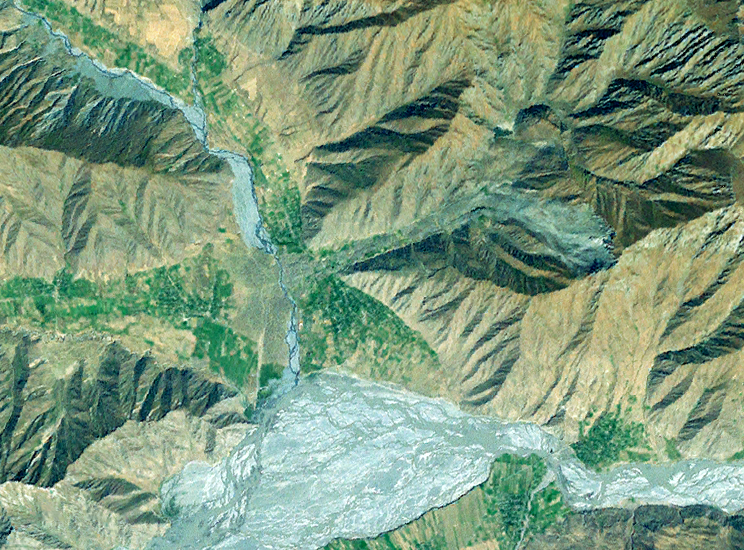
Світлина місця обвалу, зазнята космічною системою Landsat.

Хаїт (тадж. Ҳоит) — зниклий таджицький кишлак, населенням понад 20 000 осіб, який зник після землетрусу 10 липня 1949. Всі його мешканці загинули. У 2006–2007 рр.. були знайдені залишки цього та інших населених пунктів у гірській місцевості долини Ясман за 190 кілометрів на північний схід від столиці Душанбе, Раштський район.
Були поховані під землею місто Хаїт, великий кишлак Хісорак, кілька маленьких кишлаків, загинули тисячі людей, маса худоби — коней, яків, корів, віслюків, овець.
Було підраховано, що вихід енергії при землетрусі приблизно відповідав енергії вибуху водневої бомби в 40 мегатонн. За два дні до цього, 8 липня, два сильні землетруси були форшоки — попередниками катастрофи, підготували її, як би надломили схили гір, які 10 липня поховали Хаїт, Хісорак і безліч невеликих кишлаків.
Сьогодні неподалік існує відбудоване поселення Хаїт із населенням у майже 10 тисяч мешканців. 